# Corydalis rutifolia
Corydalis rutifolia är en vallmoväxtart som först beskrevs av James Edward Smith, och fick sitt nu gällande namn av Dc.. Corydalis rutifolia ingår i släktet nunneörter, och familjen vallmoväxter. Inga underarter finns listade i Catalogue of Life.